# Ocupación soviética de Hungría
La ocupación soviética de Hungría, tras la derrota de Hungría en la Segunda Guerra Mundial, se prolongó durante 45 años, hasta 1991 poco antes de la caída de la Unión Soviética.

## Segunda Guerra Mundial
En julio de 1941, el Reino de Hungría, miembro del Pacto Tripartito, tomó parte en la Operación Barbarroja, en alianza con la Alemania nazi. Las fuerzas húngaros lucharon junto a la Wehrmacht y avanzaron a través de la Ucrania soviética, adentrándose en Rusia, camino de Stalingrado. En 1943-1944, el desarrollo de la guerra había cambiado. El Ejército Rojo recuperó el territorio soviético de antes de la guerra y avanzó hacia el oeste de sus fronteras para derrotar a Alemania y sus aliados.
En este contexto, se tuvo lugar en septiembre de 1944, la ofensiva de Budapest. A medida que el ejército húngaro ignoró el armisticio con la Unión Soviética (firmado por el gobierno de Miklós Horthy el 15 de octubre de 1944), los soviéticos combatieron contra las tropas húngaras y sus aliados alemanes, capturando la capital el 13 de febrero de 1945, y continuando las operaciones militares hasta el 4 de abril de 1945, cuando fueron derrotados las últimos fuerzas alemanas y parte de las tropas húngaras que optaron por permanecer fieles a los alemanes, a pesar de otro armisticio (firmado por el gobierno de Ferenc Szálasi).

## Políticas soviéticas de posguerra
Los soviéticos se aseguraron un gobierno de posguerra dominado por los comunistas, que se instalaron en el país húngaro, antes de transferir la autoridad de la fuerza laboral a las propias autoridades magiares.
En las elecciones celebradas en noviembre de 1945, el Partido de los Pequeños Propietarios obtuvo el 57% de los votos. El Partido Comunista de Hungría, bajo la dirección de Mátyás Rákosi y Erno Gero, recibió el apoyo de sólo el 17% de la población. El comandante soviético en Hungría, el mariscal Kliment Voroshílov, se negó a permitir que el Partido de los Pequeños Propietarios formase gobierno. En lugar de eso, Voroshílov estableció un gobierno de coalición con los comunistas, que tenían algunas de las carteras clave. Más tarde Mátyás Rákosi se jactó de que había tratado con sus socios del gobierno, uno por uno, "cortándolos como rebanadas de salami". La monarquía húngara fue formalmente abolida el 1 de febrero de 1946 y reemplazada por la República de Hungría. La adquisición gradual del poder por los comunistas se completó el 18 de agosto de 1949, cuando tras unas elecciones con una única lista, Hungría se convirtió en la República Popular de Hungría.
La presencia de las tropas soviéticas en Hungría fue formalizada por el tratado de asistencia mutua de 1949, que otorgó a la Unión Soviética derecho a una presencia militar permanente, asegurando el control político final. Las fuerzas soviéticas en Hungría fueron parte del llamado Grupo Central de las Fuerzas con sede en Baden, cerca de Viena.